# 縁りて此の葉は紅に
『縁りて此の葉は紅に』（よりてこのははくれないに）は、Lump of Sugarより2018年1月26日に発売されたアダルトゲーム。
Lump of Sugar作品初のフルHD化を実現した。
本作は獣耳、尻尾などを持つ『幻夷』とそれらを持たない『人間』という種族が共存する世界を舞台としている。

## ストーリー
主人公の笹浦清司は、両親の急な海外転勤を受け、同行するつもりだったが、妹のすずなのワガママにより、幼少期を過ごしたことのある『継籾実』に戻ることになった。とはいえ彼は当時の記憶を失っていた。
彼は、養親にしてこの街の『調整役』でもある稜未小乃葉と、急遽雇われた家政婦の斑鳩和羽に挨拶を済ませた後、とある遊歩道で『幻夷』の少女『紅葉』と出会う。出会って早々紅葉は「ご主人さま(清司）のペット！」と自称し、ほとんどの記憶を失っていたことが判明する。仕方なく彼は紅葉を自宅に連れ帰る

## 登場人物
笹浦 清司（ささうら せいじ）
本作の主人公。学園二年。幼いころ継籾実で暮らしていたが、なぜか当時の記憶を全て失っている。両親が突然海外転勤することになり、自身もついていくつもりだったが、妹のすずなが強硬に反対したため急遽継籾実で暮らすことになった。若干シスコン気味だが、これは妹がそうなるように仕向けていることも原因。巨乳でもロリでもイケる派らしい。
木那里 もみじ（きなり もみじ）
声 - 茅ヶ崎リリィ
『幻夷』の少女年齢相応の見た目だが幼く見える。主人公と遊歩道で出会った時には自身と主人公の名前、および主人公のペットだという記憶以外一切の記憶を失っていた。なぜか戸籍など一切の身分を証明する記録が存在しておらず、正体不明。
特殊な力を持つ幻夷の中でもケタ外れの力を持っている。（犬の）ボール遊びではしゃいだり、やたらと裸でいたがるなど、一般常識に疎い（動物的な）側面と食事で普通に箸を用いたり、玄関で靴をきちんと脱ぐなどの常識的（人間的）な側面を併せ持っている。
名字の部分は学園に転入するために便宜的につけたもので本名は不明である。獣耳と尻尾の形状や鳴き声から少なくともイヌ科の幻夷なのは間違いないと思われる。

笹浦 すずな（ささうら すずな）
声 - 桃山いおん
主人公の妹で小悪魔的な一面を持つ。
重度のブラコンでもあり、しばしば主人公を誘惑して反応を見たり、主人公に無許可で主人公のエロ本を検閲した挙げ句、自身がNGと判断したものを焚書に付した上で、ロリ巨乳モノをネット通販で注文する（主人公名義で）などの行動を取る。
見た目は可愛いらしいが、基本的にインドア派で、普段は家でダラダラしていることが多く、朝も主人公に着替えを手伝ってもらったり、ミカンの皮を剥かせるために電車の車内で熟睡中の主人公を起こしたりしている。
主人公の周りに多くの美少女が現れたため、主人公に猛アタックを仕掛けるも、自分の行動の大胆さに羞恥心を覚えるなど、本質的にはウブな様子。
稜未 小乃葉（たるみ このは）
声 - 春乃いろは
継籾実の「調整役」にして主人公の育ての親。兎の耳を持つ幻夷。現在ではもはや珍しくなった人間と幻夷のハーフ。見た目は幼女だが実年齢は数百歳。基本的に洋服ではなく和服（着物・足袋・草履）を着用している。趣味は晩酌。
母性愛に満ち溢れた行動を取り、主人公や妹のことを我が子のように甘やかす。彼女の母親は純血の幻夷だったが、彼女が十歳の時に行方をくらましており、父親の葬儀にも現れなかったため、母親との間にわだかまりを抱えており、それが主人公たちを甘やかそうとする態度にもつながっている。
斑鳩 和羽（いかるが かずは）
声 - 奏雨
笹浦兄妹の先輩で、小乃葉が彼らの世話をしてもらうために急遽家政婦として雇った。しっかりした見た目に反して家事が苦手であり、ホットケーキ作り中に、卵をかき混ぜるためにハンドミキサーの代わりに電気ドリルを持ち出すなどの奇行をとる。なぜか庭掃除だけは得意。
恰好は着物（上半身）・袴・ブーツなどを着用している。
普段は人間として振る舞っているが実は幻夷の血が流れており、感情が高ぶると鳥のような翼が生えてしまう。ただし片方しかないため、自分を醜いと思い込んでおり、結果として無表情かつ自信過剰になってしまっていた。
江北 実（えほく みのり）
声 - 花宮楓
のんびり屋のクラスメイト。あだ名は「みのりん」。実家は稜未邸の近所で「江北コーヒー店」という喫茶店を経営しており、店を手伝うこともある。
栗島 ほおずき（くりしま ほおずき）
声 - 相模恋
小乃葉の助手で、きな尻尾が特徴で年齢以上にとても若く見える。幻夷や継籾実には詳しい。先祖は後述する真穂路さまの眷属だったとされている。
鴻洲 家久（こうず いえひさ）
声 - 池田優希
実の幼なじみで、清司の同級生でもある。重度のロリコンだが、本人曰く「同じ空気を吸っているだけで幸せ」としている。
真穂路様（まほろさま）
幻夷の元祖と呼べる人物。何百年も前に、どこからともなく現れ、当時岩山に囲まれ、耕作にも適さない貧しい集落だった継揉実にやって来たが、人間離れした獣耳や尻尾などから狐つきや妖怪変化の類とみなされ、村人から遠ざけられていたが、村人のために、太陽の光を妨げていた岩山を神通力のような力で破壊した上、豊かな山の恵みを生み出したことで、一転して神と崇められた。その後は自身の希望で、継揉実に定住し続けた。紅葉（もみじ）を好み、純朴な性格だったとされている。かなりの長命だった模様だが、現在の生死は不明。
稜未 実希葉（たるみ みきは）
小乃葉の母親で純血の幻夷。先代の調整役。小乃葉が十歳の時に夫（小乃葉の父）と小乃葉を残して失踪。夫の葬儀にも現れず現在も行方不明。

## 用語
継椛実町（つぐもみちょう）
本作の舞台。山裾に広がる地方都市。観光地として知られており、特に紅葉を売り物にしている。幻夷発祥の地として知られており、幻夷の聖地ともされている。そのためか他の地域に比べて多くの幻夷が住んでおり、最も早く幻夷と人間との共存を始めた場所でもある。小乃葉曰く何事にも寛容で近親相姦も問題ないらしい。「牛乳饅頭」や「牛乳プリン」など牛乳を使った土産物を多く売っている。また、継籾実町駅周辺にあるアーケード商店街には多くの専門店が軒を連ねており、地元住民や観光客でいつも賑わっている。
継椛実学園
主人公たちが通う学園。私立校。学園長は小乃葉の知り合いらしい。制服は男子は紺色のブレザー、女子は紫がかったセーラー服。
継椛実モール
近年オープンしたばかりの大型ショッピングモール。地元で最も規模が大きい郊外型商業施設。住民も多く利用する。
幻夷（まほろい）
獣耳と尻尾を持つ人間のこと。人間にはない怪力などの特殊能力を持ち、寿命も長い。
ただし近年は、人間との混血化が進む過程で少しずつ幻夷の血は薄れつつある。基本的にクォーター以下の者が多数で、ハーフはほとんどおらず、純潔の幻夷も存在しないとされている。
調整役
その地域の幻夷と人間との橋渡しを行う役職。小乃葉曰く「お役所（市役所）と警察を合わせたようなお仕事」らしい。その地域で最も濃い幻夷の血を持つ者が任命されるきまりになっている。
江北珈琲店
江北の実家の喫茶店。元々は定食屋だったため簡単な出前なども行っており、稜未家がよく出前を利用している。味は悪くないが喫茶店は閑古鳥が鳴いている。

## 制作スタッフ
- 原画 - 萌木原ふみたけ、奏ナコト
- シナリオ - 水月紗鳥、てつじん、芳井一
- 制作 - Lump of Sugar